# Шугар-Гроув (Іллінойс)
Шугар-Гроув (англ. Sugar Grove) — селище (англ. village) в США, в окрузі Кейн штату Іллінойс. Населення — 9278 осіб (2020).

## Географія
Шугар-Гроув розташований за координатами 41°46′6″ пн. ш. 88°27′2″ зх. д. / 41.76833° пн. ш. 88.45056° зх. д. (41.768390, -88.450668).  За даними Бюро перепису населення США в 2010 році селище мало площу 27,15 км², з яких 27,11 км² — суходіл та 0,04 км² — водойми. В 2017 році площа становила 29,99 км², з яких 29,95 км² — суходіл та 0,04 км² — водойми.

## Демографія
Згідно з переписом 2010 року, у селищі мешкало 8997 осіб у 3095 домогосподарствах у складі 2508 родин. Густота населення становила 331 особа/км².  Було 3194 помешкання (118/км²).
Расовий склад населення:
| - 93,2 % — білих - 1,7 % — азіатів - 1,6 % — чорних або афроамериканців - 0,2 % — корінних американців - 1,8 % — осіб інших рас |

До двох чи більше рас належало 1,5 %. Частка іспаномовних становила 7,8 % від усіх жителів.
За віковим діапазоном населення розподілялося таким чином: 29,2 % — особи молодші 18 років, 63,1 % — особи у віці 18—64 років, 7,7 % — особи у віці 65 років та старші. Медіана віку мешканця становила 37,2 року. На 100 осіб жіночої статі у селищі припадало 100,7 чоловіків;  на 100 жінок у віці від 18 років та старших — 97,1 чоловіків також старших 18 років.
Середній дохід на одне домашнє господарство  становив 129 538 доларів США (медіана — 108 609), а середній дохід на одну сім'ю — 140 685 доларів (медіана — 113 860). Медіана доходів становила 78 995 доларів для чоловіків та 55 881 долар для жінок. За межею бідності перебувало 1,6 % осіб, у тому числі 0,0 % дітей у віці до 18 років та 0,0 % осіб у віці 65 років та старших.
Цивільне працевлаштоване населення становило 5244 особи. Основні галузі зайнятості: освіта, охорона здоров'я та соціальна допомога — 22,1 %, науковці, спеціалісти, менеджери — 15,5 %, роздрібна торгівля — 12,2 %, виробництво — 11,0 %.